# Henrik JP Åkesson
Henrik JP Åkesson, Henrik John Peter Åkesson, född 4 november 1982 i Karlskrona, Blekinge län, är filmregissör och filmproducent. Chef för Trossfilm AB.

## Regi
- 2011 - Försvunnen
- 2007 - Koffein
- 2005 - Le